# Kapel van Sint-Jansberg
De Kapel van Sint-Jansberg is een kapel in Sint-Jansberg, een gehucht in de Belgische gemeente Maaseik.

## Geschiedenis
Nadat de Sint-Jansberg in 1155 aan de Abdij van Averbode was geschonken, en de kerk in 1162 in brand was gestoken, werd een nieuwe gebouwd in 1167, maar ook deze werd in 1226 door brand verwoest. In 1332 werd opnieuw een kerk gebouwd. Begin 16e eeuw werd het graatgewelf vervangen door een kruisribgewelf.
Oorspronkelijk was de kerk gewijd aan de apostelen Johannes en Jacobus maar later, onder invloed van de Abdij van Averbode, aan Johannes de Doper. 
Van dit kerkgebouw rest slechts het koor, dat de huidige kapel vormt. In 1976 werd de kapel gerestaureerd.

## Gebouw
De kapel is opgetrokken uit breuksteen. Ze bezit een 16de-eeuws beeld van Johannes de Doper dat zich tegenwoordig in het -later op het terrein van Sint-Jansberg opgerichte- Technisch Instituut bevindt.